# Rezervația geologică Agighiol
Rezervația geologică Agighiol (monument al naturii) este o arie protejată de interes național ce corespunde categoriei a III-a IUCN (rezervație naturală de tip geologic, paleontologic și floristic) situată în județul Tulcea, pe teritoriul administrativ al comunei Valea Nucarilor.

## Localizare
Aria naturală se află în partea central-nordică a județului Tulcea (în sud-estul Dealurilor Agighiol), pe teritoriul sud-vestic al satului Agighiol, în apropierea drumului județean  (DJ222) care leagă localitatea Sabangia de municipiul Tulcea.

## Descriere
Rezervația naturală a fost declarată arie protejată prin Legea Nr.5 din 6 martie 2000, publicată în Monitorul Oficial al României, Nr.152 din 12 aprilie 2000 (privind aprobarea Planului de amenajare a teritoriului național - Secțiunea a III-a - zone protejate) și se întinde pe o suprafață de 9,70 ha..
Aria naturală reprezintă o zonă naturală (versanți calcaroși de înălțimi reduse, pajiști cu vegetație de stepă) în sud-estul Dealurilor Agighiolului, ce adăpostește resturi de faună fosilă (amoniți, cefalopode, scoici, crustacee) atribuită Triasicului mijlociu, depozitate în substratele calcaroase ale rezervației.